# Бакур I
Бакур (вірм. Բակուր, також Пакор) — цар Великої Вірменії (161–163) з династії Аршакідів.

## Правління
Бакур здійнявся на трон за допомогою парфянського царя Вологеза III після усунення від влади римського ставленика Сохемоса 161 року. Про правління Бакура відомо вкрай мало. Після його сходження на трон Рим розпочав війну проти Вірменії та Парфії. Влітку 163 року римські війська вступили до Вірменії, зруйнували її столицю Арташат та заарештували Бакура. Римляни намагались перетворити Вірменію на римську провінцію, однак їхнім планам завадило повстання вірменського князя Трдата. Імператор Марк Аврелій повернув вірменський трон Сохемосу. Сам Бакур зі своїм братом Мірдатом (вірм. Միհրդատ, Mihrdat) був вивезений до Рима. Формально зберігши титул «царя Вірменії», він вважався претендентом на вірменський трон.